# IARPA
IARPA (англ. Intelligence Advanced Research Projects Activity — агентство з перспективних досліджень розвідувального відомства) — дослідницьке агентство в США, яке підпорядковується Директору національної розвідки США. IARPA було створено 2006 року як аналог DARPA для виконання наукових досліджень для розвідувального співтовариства США (принаймні 16 урядових агентств, що займаються розвідкою), шляхом об'єднання Disruptive Technology Office АНБ (раніше відомого як Advanced Research and Development Activity), National Technology Alliance з NGIA та IntelligenceTechnologyInnovationCenter з ЦРУ У січні 2008 року директором IARPA був призначений адміністратор з NASA з досвідом роботи в DARPA — Ліза Портер.
Діяльність IARPA і її бюджет засекречені, публікується інформація лише про частину проектів.

## Структура
В IARPA три основних підрозділи:
- Smart Collection (Розумний збір) — займається покращенням цінності даних, одержуваної розвідувальним співтовариством США з різних джерел
- Incisive Analysis (Гострий аналіз) — збільшує «інсайд» з одержуваною спільнотою інформації, в прийнятні терміни
- Safe and Secure Operations (безпечні та гарантовані операції) — займається протистоянням новим можливостям супротивників США, які загрожують можливостям розвідки вільно та ефективно діяти в сучасному мережевому світі

## Публічні програми
- Метафора (Metaphor Program) — двостадійний проект з розробки автоматичних методів розпізнавання, визначення та категоризації лінгвістичних метафор та подальшого використання цієї інформації.[5][6]
- Кріогенні комп'ютерні структури (англ. Cryogenic Computer Complexity, C3) — проект по створенню обчислювальних систем на надпровідникових логічних елементах[en][7]. Підрядники — IBM, Raytheon BBN Technologies[en] та Northrop Grumman Corporation.

## Ланки
- Офіційний сайт (англ.)
- University of Maryland Press Release December 7, 2007 (англ.)
- Introducing Iarpa: It's Like Darpa, But for Spies [Архівовано 29 грудня 2013 у Wayback Machine.] Wired March 24, 2008 (англ.)
- Q & A With IARPA Director Lisa Porter [Архівовано 19 лютого 2009 у Wayback Machine.] IEEE Spectrum May 1, 2008 (англ.)
- National Intelligence Community Enterprise Cyber Assurance Program (NICECAP) [Архівовано 12 квітня 2016 у Wayback Machine.] (англ.)

| Прапор США | Це незавершена стаття про Сполучені Штати Америки. Ви можете допомогти проєкту, виправивши або дописавши її. |